# Antônio Lunardi
Antônio Lunardi é um político brasileiro do estado de Minas Gerais.
Foi eleito deputado estadual na Assembleia Legislativa de Minas Gerais para a 2ª Legislatura (1951 - 1955), pelo PTN.